# Travis Reed
Travis Reed (Los Angeles, 6 augustus 1979) is een voormalig Amerikaans professioneel basketballer. Van 2002 tot 2006 speelde Reed in Nederland, een seizoen voor EBBC Den Bosch en 3 seizoenen voor MPC Capitals uit Groningen. In 2004 werd hij verkozen tot MVP van de Eredivisie.

## Erelijst
Nederland
- Eredivisie (1): 2003–04
- NBB-Beker (1): 2004–05
- Eredivisie MVP (1): 2003–04
- All-Star (3): 2004, 2005, 2006
- All-Star Game MVP (1): 2004
- DBL Statistical Player of the Year (1): 2002–03